# Jon Hurwitz
Jon Hurwitz (Randolph, 15 novembre 1977) è un regista e sceneggiatore statunitense.

## Biografia
La carriera cinematografica di Jon Hurwitz è sempre stata legata al sodalizio con Hayden Schlossberg. Hurwitz e Schlossberg sono ex-compagni di scuola superiore e hanno venduto la loro prima sceneggiatura, "Filthy", mentre stavano ancora frequentando l'università. Hurwitz non terminò i suoi studi.

## Filmografia parziale

### Regista e Sceneggiatore
- Harold & Kumar Escape from Guantanamo Bay, (2008);
- American Pie: Ancora insieme, (2012).

### Sceneggiatore
- Scary Movie 3 - Una risata vi seppellirà, (2003);
- American Trip - Il primo viaggio non si scorda mai, (2004).
- Giù le mani dalle nostre figlie (Blockers) (2018)

### Produttore
- Cobra Kai - serie TV, 65 episodi (2018-2025)